# Carnosol
Le carnosol est un diterpène phénolique, de formule C20H26O4, trouvé dans le romarin et Salvia pachyphylla (en),. C'est un métabolite secondaire dont la biosynthèse se fait par oxydation de l'acide carnosique.
C'est un antioxydant efficace qui possède des vertus médicinales en agissant comme anti-inflammatoire et inhibiteur de la lipase pancréatique,,. Il fait aussi l'objet d'études concernant des propriétés anti-cancer,,.
Le carnosol, avec l'acide carnosique, dans le cadre de leur utilisation comme additifs alimentaires, sont désignés sous le nom d'« extrait de romarin » (E392).